# Kőszegi Dénes
Kőszegi Dénes (Nagylak, 1888. augusztus 12. – Szeged, 1970. szeptember 14.) analitikai vegyész, gyógyszerkémikus, egyetemi tanár, a kémiai tudományok kandidátusa (1952).

## Életpályája
1914-ben a kolozsvári tudományegyetem matematikai és természettudományi karán doktorált. 1914–1918 között a kolozsvári egyetem, 1919–1920 között a budapesti egyetem, 1921–1934 között a szegedi egyetem vegytani intézetében dolgozott. 1933-ban magántanárrá habilitálták. 1935–1947 között a Szerves és Gyógyszerész-Vegytani Intézetben dolgozott. 1938-ban intézeti tanár, 1946-ban címzetes nyilvános rendkívüli tanár, 1950-ben nyilvános rendkívüli tanár, 1951-től nyilvános rendes egyetemi tanár, 1944–1963 között tanszékvezető volt.
Számos nemzetközi kémiai egyesület tagja volt. A klasszikus kémiai analitika, a gyógyszervizsgálat, a hazai cellulózgyártás vegyi technológiájának kidolgozása foglalkoztatta. Kb. 60 tudományos közleménye jelent meg hazai és külföldi szaklapokban.

## Családja
Szülei: Kőszegi Bernát és Rosen Aranka voltak. 1927. augusztus 24-én, Szegeden házasságot kötött Tömörkény Erzsébettel (1897–1988); Tömörkény István (1866–1917) és Kis Emilia (1871–1945) lányával.

## Művei
- Qualitatív kémiai analízis (Szeged, 1951)

## Díjai
- Munka Érdemrend (1963)[5]